# 維格南卡 (涅米羅夫區)
48°51′46″N 28°48′48″E / 48.86278°N 28.81333°E
維赫南卡（烏克蘭語：Вигнанка），是烏克蘭西南部的村落，隸屬文尼察州的圖利欽區。該村面積0.27平方公里，海拔高度216米，2001年人口33，人口密度每平方公里124.06人。